# Les Issambres
Les Issambres sont le quartier maritime de la commune de Roquebrune-sur-Argens dans le Var.

## Localisation
Situé en bord de mer, avec 8 km de côtes, Les Issambres forment le quartier le plus au sud de la commune, le long de la Route nationale 98 (devenue la Route Départementale 559) à 13,3 km de Fréjus.
À l'ouest du village, de Sainte-Maxime, jusqu'au cap des Issambres, la côte est orientée au sud face au golfe de Saint-Tropez.
À l'est du village, du cap des Issambres, jusqu'à Saint-Aygulf, la côte est orientée à l'est face au golfe de Fréjus.
Le littoral sambracitain est marqué par une succession de larges plages naturelles et de calanques bordées de pins parasols, de palmiers et de chênes lièges.
Le hameau de San Peïre en contrebas du col du Bougnon concentre la majorité de l'offre commerciale des Issambres.

## Origines du nom
Le nom en provençal est lei Sambro, toponyme usuel qui signifie « creux de rocher ».
D'autres origines sont par ailleurs évoquées. Le nom Issambres, es-sambres, pourrait venir de l'ancien français samart/somart, aussi présent en provençal, signifiant « jachère d'été ». Ce mot est habituellement donné comme descendant du gaulois samaro, « estival ».
Pour d'autres, mais moins sûrement, ce nom proviendrait des Cimbres, peuple venu de l'Europe du Nord qui fut écrasé par Marius dans la plaine de Pourrières en 102 av. J.-C. Les Romains auraient à partir de là nommé l'actuel golfe de Saint-Tropez sinus sambracitanus. De nos jours, ce golfe est d'ailleurs parfois appelé « golfe Sambracitain ». Pour certains toponymistes, Henri d’Arbois de Jubainville, comme Alexander Falileyev, il s'agit d'un nom ligure ; Xavier Delamarre perçoit le domaine (caractérisé par -ãno-) d'un homme nommé Sambrãgetos.
La pointe des Issambres apparait sur la carte de Cassini de 1740 comme Cap de Inßandre.

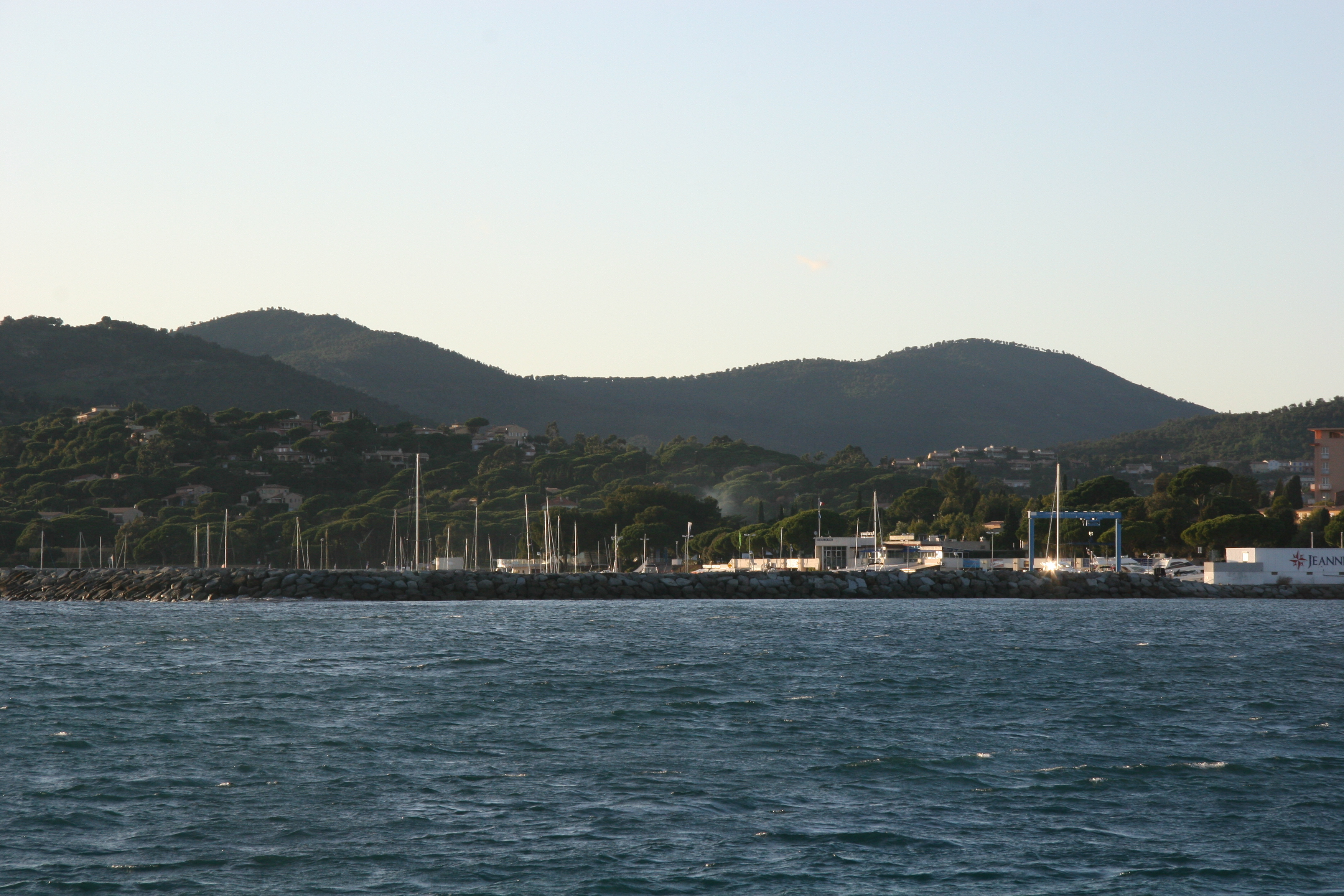
Port de San-Peïre.
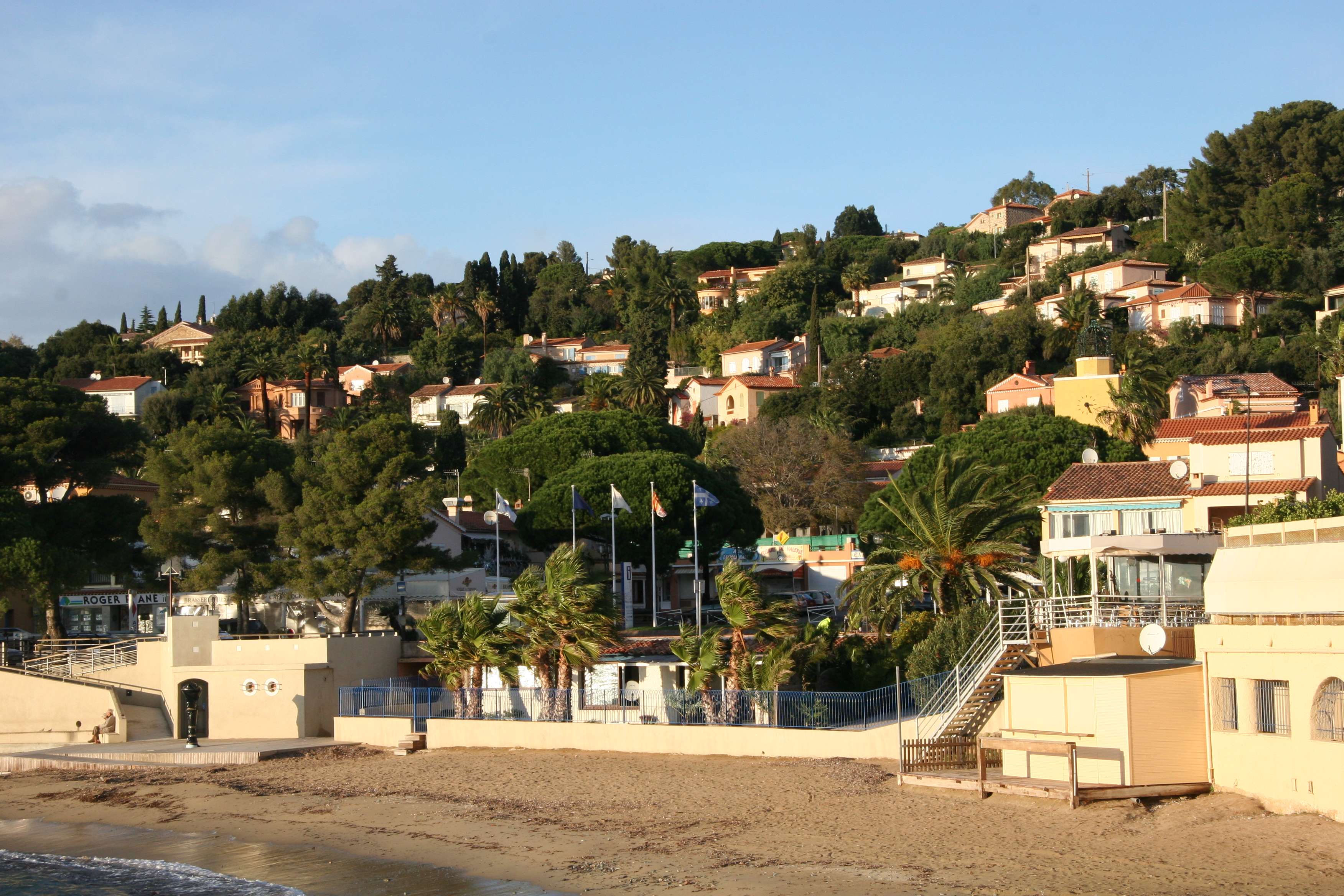
Plage de San Peïre.
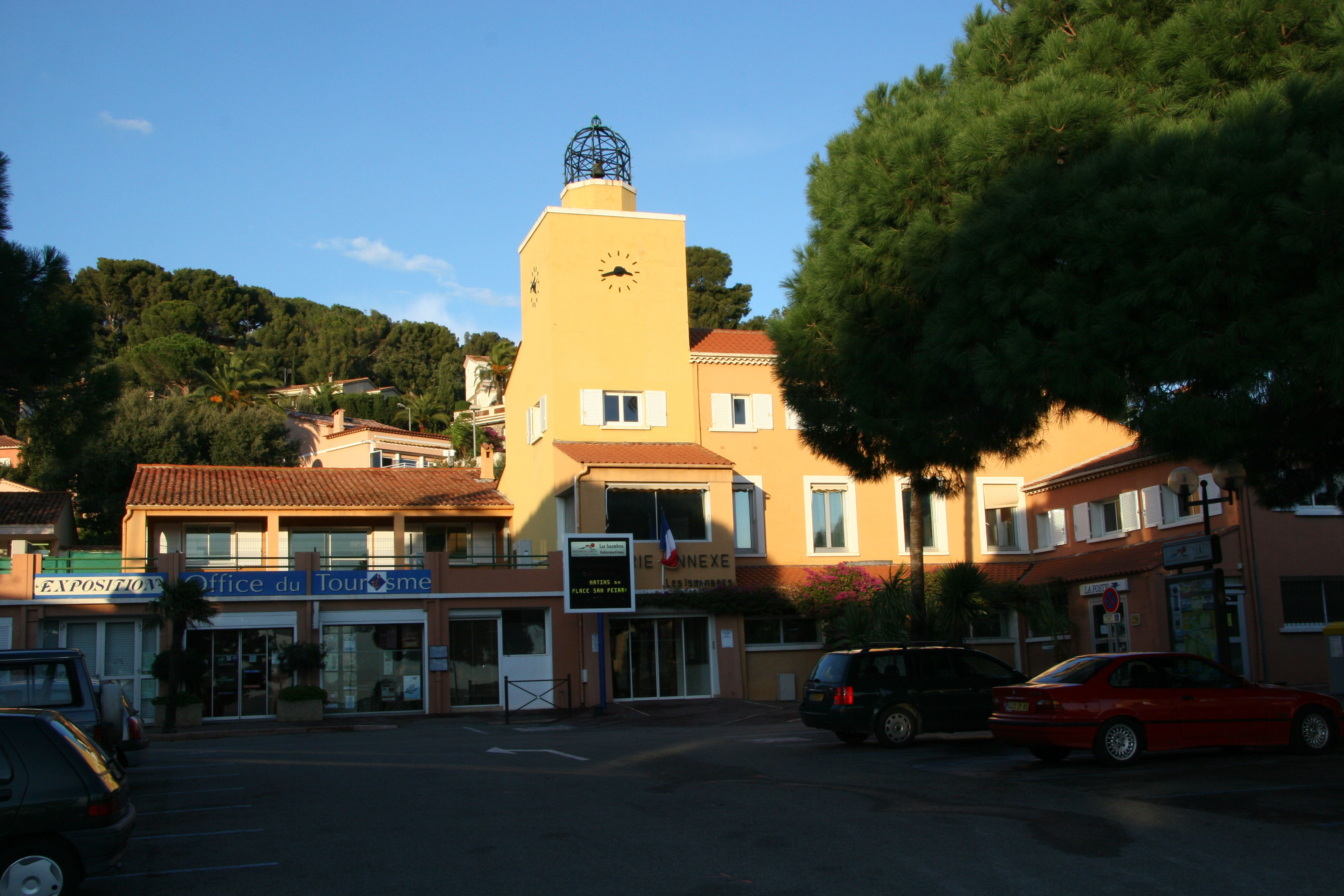
Mairie annexe des Issambres.
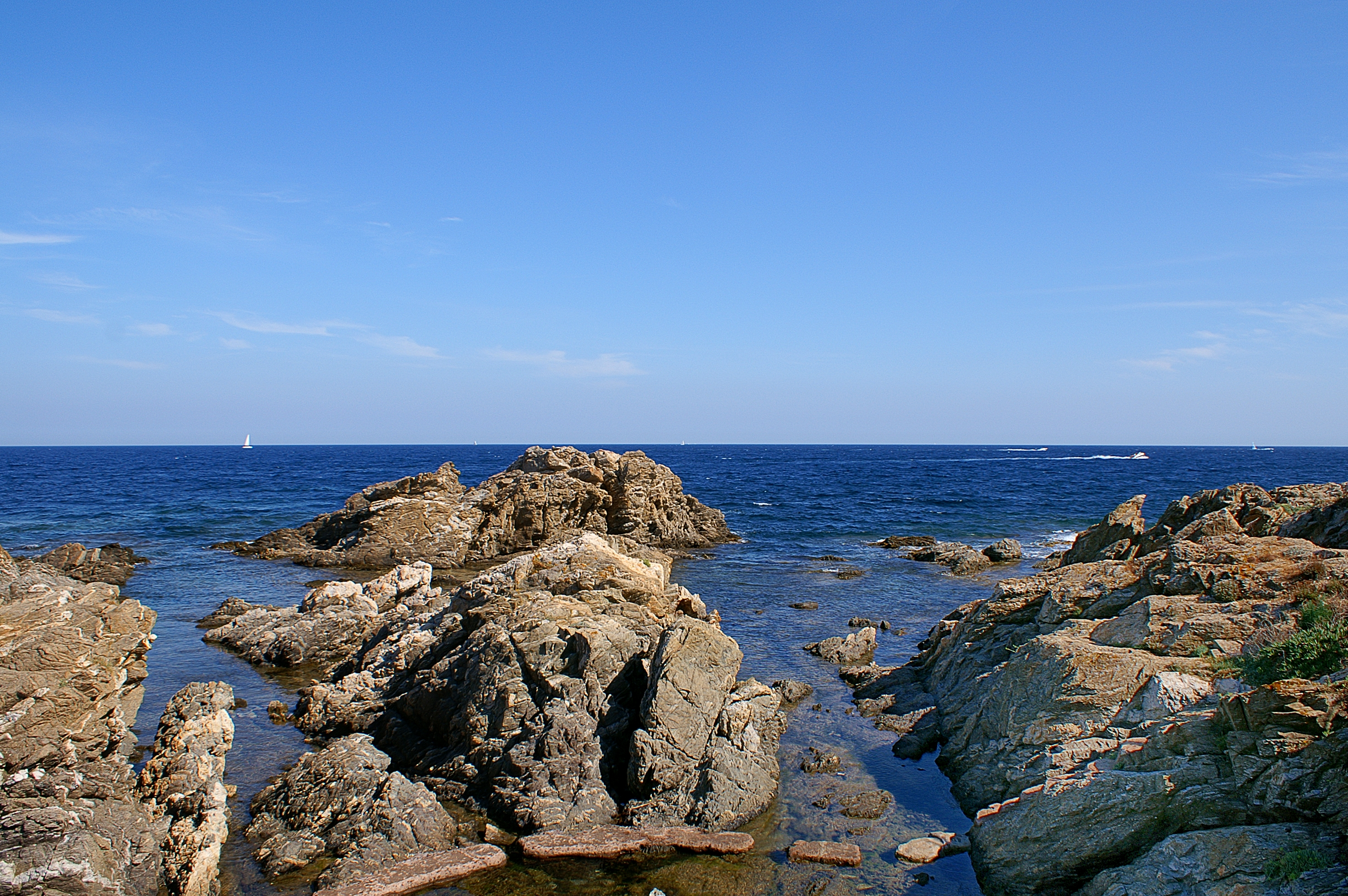
Sentier littoral, parfois surnommé « sentier ou chemin des douaniers »

## Sites pittoresques
- Le col du Bougnon, point de vue sur la côte et la baie de Saint Tropez.
- Calanque de Tardieu.
- La baie de Bougnon, et ses plages de sable fin.
- Le Vivier maritime de la Gaillarde, classé au titre des monuments historiques[5].
- Le Chemin des Douaniers, sentier maritime, le long de la côte.

## Histoire
Dans les années 1920, le village accueille les rendez-vos de vacances de jeunes parisiens  du Sporting Club Universitaire de France (SCUF), notamment l'équipe russe de water-polo à Paris : les Ours Blancs, qui veulent passer des vacances de sport et de grand air et dont certains vont créer plus tard un nouveau  club de vacances, le Club Med.

## Activités économiques
- Le port : avec une liaison maritime vers le port de Saint-Tropez[8]
- Tourisme
- Thalassothérapie
- Activités nautiques : voile, plongée sous-marine, ski nautique, jet ski, école de bateaux

## Personnalités liées aux Issambres

### Jean-Alexandre Rey (1861-1935)
Jean-Alexandre Rey, dit Jean Rey, était propriétaire de la Société des Terrains des Issambres. C'est en partie lui qui incite son ami Albert Bedouce à rejoindre Les Issambres.
Né le 11 août 1861 à Lausanne (Suisse), Jean Rey était l'oncle d'un autre Jean Rey (1902-1983), belge et protestant qui fut membre de la Commission de la CEE de 1958 à 1967, puis président de la Commission européenne de 1967 à 1970.
Ancien élève de l'École des mines de Paris (promotion 1883), ingénieur civil des mines, il avait été admis aux cours préparatoires le 21 août 1882, puis à l'École des mines le 4 août 1883 comme élève étranger de nationalité suisse. Il entre en 3e année le 2 juin 1885 et c'est peu après qu'il obtient la nationalité française en application de l'article 22 du décret du 9-15 décembre 1790, en qualité de descendant de parents français réfugiés en Suisse pour cause de religion. Il est donc autorisé à poursuivre ses études comme élève externe français, et il reçoit le diplôme le 7 juin 1886 classé 1er sur 24 élèves.
Industriel, il dirigea les usines Sautter-Harlé, et a donné son nom à une rue du 15e arrondissement de Paris et une rue des Issambres. Il reçoit le prix Henri de Parville de l'Académie des Sciences. Chargé depuis une trentaine d'années de diriger les travaux techniques de la maison Sautter-Harlé, a apporté, en cette qualité, une importante contribution à la réalisation et à la mise au point de turbo-machines. En 1904, il a étudié les turbines à vapeur et les pompes centrifuges multicellulaires. En 1906, il s'est occupé des turbines à gaz. Il travaille vers 1900 à l'étude des feux de signalisation à lumière pulsée, travaux qui aboutissent à la loi Blondel-Rey. Il devient aussi président de la Société des Ingénieurs civils de France (1933) et président de l'Académie de Marine.
Le 16 juin 1930, il est élu Membre de l'Institut (division des applications de la science à l'industrie, Académie des sciences).

### Adrien Beaumont (1894-1986)
Adrien Beaumont était un promoteur et créateur immobilier qui s'est installé aux Issambres en 1950. Dans la continuité de M. Bedouce, « le Village Provençal de San-Peïre » deviendra « le Nouveau Village Provençal des Calanques des Issambres » et sera inauguré le 19 juillet 1952 en présence du maire d'alors, M. Germain Ollier. Adrien Beaumont poursuit l'œuvre de Bedouce en créant « le Nouveau Parc des Issambres » au nord du « Parc des Issambres ». Urbaniste visionnaire, Beaumont a toujours eu la volonté de construire des lotissements en harmonie avec la nature.
Créateur du Domaine des hauts des Issambres géré par l'Association syndicale libre (A.S.L.) du Domaine des Hauts des Issambres], composé de 291 habitations réparties sur sept ensembles, il est également, à partir de 1963, le concepteur-réalisateur du Domaine Saint-Pierre de Tourtour.

## Dans la fiction
Les Issambres est le lieu où se déroule l'action du roman Les Six Compagnons et le Secret de la calanque, roman pour la jeunesse de Paul-Jacques Bonzon publié en 1969.
Les Issambres est aussi le lieu où se développe l’intrigue du roman d’Emmanuel Bourgoin Derrière la Porte, publié en 2022.